# Kersikan (Geneng)
Kersikan is een bestuurslaag in het regentschap Ngawi van de provincie Oost-Java, Indonesië. Kersikan telt 1974 inwoners (volkstelling 2010).